# Péreuil
Péreuil ist eine Ortschaft und eine ehemalige französische Gemeinde mit 282 Einwohnern (Stand: 1. Januar 2018) im Département Charente in der Region Nouvelle-Aquitaine (vor 2016 Poitou-Charentes). Sie gehörte zum Arrondissement Angoulême und zum Kanton Charente-Sud.
Mit Wirkung vom 1. Januar 2016 wurden die früheren Gemeinden Jurignac, Aubeville, Péreuil und Mainfonds zu einer Commune nouvelle mit dem Namen Val des Vignes zusammengelegt und haben in der neuen Gemeinde den Status einer Commune déléguée inne. Der Verwaltungssitz befindet sich im Ort Jurignac.

## Geografie
Péreuil liegt am Fluss Né. Die Nachbarorte sind Jurignac im Norden, Aubeville im Nordosten, Blanzac-Porcheresse im Osten,  Saint-Aulais-la-Chapelle im Süden, Angeduc im Südwesten, Saint-Bonnet im Westen und Ladiville im Nordwesten. Weiter entfernt im Südosten liegt Cressac-Saint-Genis.

## Bevölkerungsentwicklung
| Jahr      | 1962 | 1968 | 1975 | 1982 | 1990 | 1999 | 2007 | 2013 | 2018 |
| --------- | ---- | ---- | ---- | ---- | ---- | ---- | ---- | ---- | ---- |
| Einwohner | 487  | 446  | 418  | 385  | 410  | 393  | 414  | 405  | 282  |